# Sayabec
Sayabec ist eine kanadische Gemeinde in der Provinz Québec. Sie wurde 1894 gegründet und hatte im Jahr 2011 1864 Einwohner. Sayabec liegt in einem Tal in den nördlichen Appalachen nahe der Mündung des Rivière Sayabec in das westliche Ende des Lac Matapédia. Die Gemeinde gehört zur Regionalen Grafschaftsgemeinde La Matapédia.
Die Route 132 führt in West-Ost-Richtung durch Sayabec; außerdem gibt es einen Bahnhof.

## Geographie
Sayabec liegt auf der Südseite des Sankt-Lorenz-Stromes, etwa 375 km nordöstlich von Québec (Stadt) und 350 km westlich von Gaspé. Die bedeutenderen Städte in der Nähe sind das 60 km entfernte Rimouski, das 30 km weiter westlich gelegene Mont-Joli, Matane (40 km nördlich von Sayabec) und 20 km weiter nach Osten Amqui.

## Söhne und Töchter der Stadt
- Jordan Caron (* 1990), Eishockeyspieler
- David Pelletier (* 1974), Eiskunstläufer

## Belege
1. ↑  Website der Gemeinde Sayabec (Memento des Originals vom 21. März 2011 im Internet Archive)  Info: Der Archivlink wurde automatisch eingesetzt und noch nicht geprüft. Bitte prüfe Original- und Archivlink gemäß Anleitung und entferne dann diesen Hinweis. (gesehen am 16. Februar 2010)